# Astragalus nigrodentatus
Astragalus nigrodentatus är en ärtväxtart som beskrevs av N.Ulziykh., Dieter Podlech och L.R.Xu. Astragalus nigrodentatus ingår i släktet vedlar, och familjen ärtväxter. Inga underarter finns listade i Catalogue of Life.